# Khand (sikhisme)
Pour les articles homonymes, voir Khand.
Khand est un mot utilisé dans le sikhisme pour désigner un des royaumes, une des étapes, un des pas de l'humain dans son développement spirituel. D'après Guru Nanak il y a en a cinq: le Dharam Khand, le Gian Khand, le Saram Khand le Karam Khand et le Sach Khand qui est le but de la vie: l'étape de l'illumination, une fois que la mukti est atteinte. Ces cinq étapes peuvent se traduire respectivement par : le royaume de l'action juste, le royaume de la connaissance, le royaume de l'effort spirituel, le royaume de la grâce et le royaume de la Vérité.